# Halopteris violae
Halopteris violae är en nässeldjursart som beskrevs av Calder, Mallinson, Collins och Hickman 2003. Halopteris violae ingår i släktet Halopteris och familjen Halopterididae. Inga underarter finns listade i Catalogue of Life.